# Cody Mattern
Cody Matthew Mattern (Reno, 23 de febrero de 1981) es un deportista estadounidense que compitió en esgrima, especialista en la modalidad de espada.
Ganó dos medallas en el Campeonato Mundial de Esgrima, oro en 2012 y plata en 2010. Participó en los Juegos Olímpicos de Atenas 2004, ocupando el sexto lugar en el torneo por equipos.

## Palmarés internacional
| Campeonato Mundial | Campeonato Mundial | Campeonato Mundial | Campeonato Mundial |
| Año                | Lugar              | Medalla            | Prueba             |
| ------------------ | ------------------ | ------------------ | ------------------ |
| 2010               | París (Francia)    | Medalla de plata   | Espada por equipos |
| 2012               | Kiev (Ucrania)     | Medalla de oro     | Espada por equipos |